# Душку, Элайза
Эла́йза Патри́ция Ду́шку  (англ. Eliza Patricia Dushku; род. 30 декабря 1980) — американская актриса, продюсер и режиссёр. Известна своими ролями в фильмах «Правдивая ложь», «Добейся успеха», «Последнее дело Ламарки», «Поворот не туда» и ролями в телесериалах «Баффи — истребительница вампиров», «Ангел», «Вернуть из мёртвых», «Кукольный дом».

## Биография

### Молодость
Элайза Душку родилась в Уотертауне, штат Массачусетс. В настоящее время она проживает в Лорел-Каньоне, Лос-Анджелесе. Она — дочь Филипа Р. Душку, албано-американского администратора и преподавателя в бостонских общественных школах, и его бывшей жены Джудит, университетского администратора и профессора в Саффолкском университете, которая является датчано-американкой по линии обоих дедушек и англо-американкой по линии её бабушек. Душку посещала школу Beaver Country Day (дословный перевод — Национальный день бобра) в Chestnut Hill (дословный перевод — Каштановый холм) и будучи подростком окончила Уотертаунскую среднюю школу (штат Массачусетс). Мать Элайзы была мормонкой и часто брала дочь в церковь по воскресеньям, но сейчас Элайза не исповедует мормонизм. У неё есть три старших брата: Аарон, Бенджамин (род. 5 февраля 1976), и Натан (род. 8 июня 1977, Бостон, Массачусетс), последний является моделью и актёром. Её родители развелись, когда она была ещё младенцем.

### Ранняя карьера
Душку привлекла внимание агентов по кастингу, когда ей было всего 10 лет. Она была выбрана после пяти месяцев поисков по всей стране на роль Алисы, играющей вместе с Джульетт Льюис в фильме «Той самой ночью» (1992). В 1993 году Элайза сыграла в фильме «Жизнь этого парня» вместе с Робертом Де Ниро и Леонардо Ди Каприо и эта роль открыла ей дверь в большое кино. В следующем году она играла дочь героев Арнольда Шварценеггера и Джейми Ли Кёртис в фильме «Правдивая ложь». В 1995 году она играла дочь Паула Рейзера в фильме «Прощай, любовь».
После этого Элайза взяла небольшой перерыв, чтобы окончить школу. Она была принята в Университет Джорджа Вашингтона в Вашингтоне и Саффолкский Университет в Бостоне, где её мать работает профессором.

### Более поздние роли
После окончания средней школы Элайза вернулась на экраны в роли Фэйт в сериале «Баффи — истребительница вампиров». Изначально было запланировано всего пять эпизодов, в которых Душку появится в этой роли, но её персонаж стал настолько популярным, что она осталась в сериале до конца третьего сезона и потом ещё появилась в двух частях четвёртого сезона. И вернулась в конце 7 сезона для съёмок финала сериала.
В 2000 году Душку появилась в фильме «Добейся успеха» вместе с Кирстен Данст. Фильм ожидал огромный успех и хорошие продажи на DVD, после последовало ещё 4 фильма-продолжения, выпущенных специально для DVD, но Элайза там уже не снималась. В 2001 году Кевин Смит пригласил Душку сняться в его комедии «Джей и Молчаливый Боб наносят ответный удар», в этом фильме она снялась с такими звездами как Шэннон Элизабет, Эли Лартер, Бен Аффлек и многими другими. В 2003 году Элайза снялась в фильме «Поворот не туда», где у неё уже была настоящая звездная роль. Начиная с 2003 года она начала сниматься в главной роли в сериале «Вернуть из мертвых», где она играла студентку Тру Дэвис, которую взяли на работу в морг, где она открывает в себе способность возвращаться назад во времени по зову умершего, и пытается помочь ему избежать смерти.
В 2001 году в интервью для журнала «Maxim» Душку сказала о своих ролях: «Легко играть плохую девочку: Ты только делаешь всё, что тебе до этого запрещали, и не думаешь о последствиях, только так это и выходит».
В 2008 году Элайза сыграла детектива Мэган Пейдж в триллере с элементами мистики «Алфавитный убийца» по мотивам реальных событий о серийном убийце в небольших городках штата Нью-Йорк. В целом картина и роль Душку получили негативные отзывы критиков.
В 2009 году Элайза вновь вернулась на телевидение в новый проект Джосса Уэдона «Кукольный дом». Сериал показывался по телеканалу «FOX» и продержался лишь два сезона.
Элайза Душку снималась в клипе панк-группы Simple Plan «I’m Just a Kid».

### Личная жизнь
8 марта 2017 года Душку призналась, что много лет страдала алкоголизмом и наркоманией. 

Поначалу мне нравилось принимать наркотики, потому что мне нравилось то, как они заставляют меня себя чувствовать. Мне нравилось то, что с ними я могу ничего не чувствовать, да мне это было и не нужно. Было весело и я любила это до тех пор, пока это не перестало быть весело. Наркотики не любили меня, они не любили мою семью. Они определённо не любили моих друзей, которые умерли. Много моих друзей погибло от этого.— Элайза Душку о своей наркомании
14 января 2018 года Душку заявила, что в 12-летнем возрасте она подверглась сексуальному домогательству постановщика трюков Джоэля Крамера, когда снималась в картине Джеймса Кэмерона «Правдивая ложь».
С 18 августа 2018 года Душку замужем за предпринимателем и бывшим теннисистом Питером Паланджяном, от которого у неё есть два сына — Филип «Борн» Душку Паланджян (род. в июле 2019) и Грегори Бодан «Боди» Душку Паланджян (род. август 2021). Также у неё есть четверо пасынков и падчериц: Манон, Петрос, Марго и Маделон.

## Фильмография
| Фильмы      | Фильмы                                      | Фильмы                                          | Фильмы                                                         |
| Год         | На русском языке                            | На языке оригинала                              | Роль                                                           |
| ----------- | ------------------------------------------- | ----------------------------------------------- | -------------------------------------------------------------- |
| 1992        | Той самой ночью                             | That Night                                      | Элис Блум                                                      |
| 1993        | Жизнь этого парня                           | This Boy’s Life                                 | Перл                                                           |
| 1994        | Правдивая ложь                              | True Lies                                       | Дана Таскер                                                    |
| 1994        | Рыбалка с Джорджем                          | Fishing with George                             | неизвестно                                                     |
| 1995        | Прощай, любовь                              | Bye Bye Love                                    | Эмма Карлсон                                                   |
| 1995        | Путешествие                                 | Journey                                         | Кэт                                                            |
| 1996        | В погоне за солнцем                         | Race the Sun                                    | Синди Джонсон                                                  |
| 2000        | Добейся успеха                              | Bring It On                                     | Мисси Пантон                                                   |
| 2001        | Джей и Молчаливый Боб наносят ответный удар | Jay and Silent Bob Strike Back                  | Сисси                                                          |
| 2001        | Бессмертные души                            | Soul Survivors                                  | Аннабэль                                                       |
| 2002        | Крутой парень                               | The New Guy                                     | Даниэль                                                        |
| 2002        | Последнее дело Ламарки                      | City by the Sea                                 | Джина                                                          |
| 2003        | Поворот не туда                             | Wrong Turn                                      | Джесси Барлингейм                                              |
| 2003        | Поцелуй                                     | The Kiss                                        | Мэган                                                          |
| 2006        | Тайная вечеря                               | The Last Supper                                 | Ваитрисс                                                       |
| 2007        | На Бродвее                                  | On Broadway                                     | Лена Уилсон                                                    |
| 2007        | Сын нобелевского лауреата                   | Nobel Son                                       | Шерон                                                          |
| 2007        | Секс на завтрак                             | Sex and Breakfast                               | Ренэ                                                           |
| 2007        | Медсестры                                   | Nurses                                          | Ева                                                            |
| 2008        | Удар бутылкой                               | Bottle Shock                                    | Джои                                                           |
| 2008        | Алфавитный убийца                           | The Alphabet Killer                             | Мэган Пэйдж                                                    |
| 2008        | Прикрытие                                   | The Coverup                                     | Моника Райт                                                    |
| 2008        | Noah’s Ark: The New Beginning               | Noah’s Ark: The New Beginning                   | Зэльберт                                                       |
| 2009        | Разрытые могилы                             | Open Graves                                     | Эрика                                                          |
| 2013        |                                             | Jay and Silent Bob’s Super Groovy Cartoon Movie | (голос)                                                        |
| 2014        | Писака                                      | The Scribbler                                   | Силк                                                           |
| 2015        | Джейн хочет бойфренда                       | Jane Wants a Boyfriend                          | Бьянка                                                         |
| 2017        | Призраки Элоиз                              | Eloise                                          | Пиа Картер                                                     |
| 2017        | Святой                                      | The Saint                                       | Патриция Холм                                                  |
| Телевидение |                                             |                                                 |                                                                |
| Год         | На русском языке                            | На языке оригинала                              | Роль                                                           |
| 1998—2003   | Баффи — истребительница вампиров            | Buffy the Vampire Slayer                        | Фейт Лихейн                                                    |
| 2000—2003   | Ангел                                       | Angel                                           | Фэйт                                                           |
| 2002        | Царь горы                                   | King of the Hill                                | Джордан (голос)                                                |
| 2003        | Подстава                                    | Punk’d                                          | играет саму себя                                               |
| 2003—2005   | Вернуть из мёртвых                          | Tru Calling                                     | Тру Дэвис                                                      |
| 2005        | Чтение радуги                               | Reading Rainbow                                 | появление в роли гостя, рассказчик эпизода «Уникальная Моника» |
| 2005        | Шоу 70-х                                    | That '70s Show                                  | Сара (7 сезон, 15 серия)                                       |
| 2009—2010   | Кукольный дом                               | Dollhouse                                       | Эко                                                            |
| 2011        | Белый воротничок                            | White collar                                    | Роккель (3 сезон, 9 серия)                                     |
| 2010        | Теория Большого взрыва                      | The Big Bang Theorу                             | Агент Пейдж (4 сезон, 7 серия)                                 |
| 2016        | Банши                                       | Banshee                                         | Спецагент Вероника Доусен                                      |

## Озвучивание
- 2009 — Wet / Руби
- 2009 — Saints Row 2 / Шаунди
- 2011 — Fight Night Champion / Меган Маккуин
- 2011 — Бэтмен: Год первый / Женщина-Кошка
- 2011 — Женщина-Кошка  / Женщина-Кошка
- 2013 — Халк и агенты С.М.Э.Ш. / Женщина-Халк